# Conicera neotropica
Conicera neotropica är en tvåvingeart som beskrevs av Charles Thomas Brues 1904. Conicera neotropica ingår i släktet Conicera och familjen puckelflugor.
Artens utbredningsområde är Grenada. Inga underarter finns listade i Catalogue of Life.